# Nkore (langue)
Le nkore (ou runyankole, tunyankore) est une langue bantoue parlée par la population nkole (ou nkore), essentiellement dans la région de l'Ankole, au sud-ouest de l'Ouganda. Il a approximativement 3,2 million de locuteurs. Ceux-ci se trouvent surtout dans les districts de Mbarara, Bushenyi Ntungamo, Kiruhura, Ibanda, Isingiro et Rukungiri. Depuis les années 1990, le gouvernement ougandais promeut le kitara, une langue basée sur le nkore et d’autres langues proches (kiga, nyoro, toro).

## Écriture
Une orthographe standardisée utilisant l’alphabet latin, partagée avec le kiga avec quelques différences mineures, a été produite lors de la conférence linguistique de 1954 à Mbarara.
| a | b | c | d | e | f | g | h | i | j | k | m | n | o | p | r | s | t | u | v | w | y | z |